# 大哈滕納赫河
大哈滕納赫河（俄语：Большой Хатыннах）或大哈滕格納赫河（Большой Хатынгнах）是俄羅斯的河流，由马加丹州負責管轄，河道全長76公里，流域面積約1,020平方公里，河水主要來自融雪和雨水，最終注入科雷馬河。